# راین پارک (وایومینگ)
راین پارک(به انگلیسی: Ryan Park) شهری در ایالت وایومینگ کشور ایالات متحده آمریکا است که جمعیت آن در سرشماری سال ۲۰۱۰ میلادی، ۳۸ نفر بوده‌است.